# Uhuru Kenyatta
Uhuru Kenyatta (* 26. října 1961 Nairobi, Keňa) je keňský politik. Je synem Joma Kenyatty, prvního prezidenta Keni (v letech 1964–1978) a „otce zakladatele“ keňského národa. V březnu 2013 byl oficiálně zvolený za keňského prezidenta už v 1. kole voleb proti Railu Odingovi se ziskem 50,07 % voličských hlasů. Dne 9. dubna 2013 složil přísahu a ujal se úřadu prezidenta Keni.
Je vyšetřován Mezinárodním trestním soudem pro podezření ze zločinů proti lidskosti, jichž se měl dopustit svou aktivitou při násilnostech, které vypukly v prosinci 2007, po předchozích prezidentských volbách.

## Vyznamenání
- velkokomtur Řádu welwitschie podivné – Namibie[2]

## Symboly
Vlajka keňského prezidenta je personalizovaná, tj. mění se s osobou prezidenta. Společným prvkem všech vlajek je ale masajský (červeno-bílo-černý) štít a dva (žluté) oštěpy.

Vlajka prezidenta Uhury Kenyatta (2013–2022) Poměr stran: 2:3